# Boconó (Venezuela)
Boconó é uma cidade venezuelana, capital do município de Boconó.